# Carcassonne (gra)
Carcassonne – strategiczna gra planszowa dla 2–6 graczy zaprojektowana przez Klausa-Jürgena Wrede.
Gra została wydana w 2000 przez Hans im Glück w Niemczech i Rio Grande Games w Stanach Zjednoczonych. Polska wersja językowa powstała na podstawie wersji czeskiej dzięki Bard Centrum Gier z Krakowa. W 2001 Carcassonne została nagrodzona w Niemczech tytułem gry roku (Spiel des Jahres).
Nazwa gry pochodzi od miasta leżącego w południowej Francji, gdzie zachowały się średniowieczne fortyfikacje.
Uwaga: niektóre egzemplarze gry posiadają przesunięcia w kafelkach, wynikające z błędów w druku / cięciu 

## Rozgrywka
W Carcassonne nie ma klasycznej planszy. Zamiast tego gracze kolejno losują i wykładają na stół kwadratowe karty (zwane kafelkami) z fragmentem terenu, dokładając je do już wyłożonych. Kafelki terenu przedstawiają fragmenty łąk, dróg, miast oraz mogą zawierać klasztory. Zwycięzcą w grze zostaje posiadacz największej liczby punktów, zdobywanych w chwili ukończenia fragmentów terenu. Punkty zdobywa ten z graczy, który na danym fragmencie miał swojego piona.
Grę można rozszerzać przez dodatki, istnieją też samodzielne gry oparte na zasadach Carcassonne.

## Zawartość pudełka
- 72 karty planszy (kafle terenu)
- 40 pionków w 5 kolorach
- tor punktacji
- instrukcja

Zestaw kart planszy w oryginalnym pudełku wraz z dodatkiem Rzeka

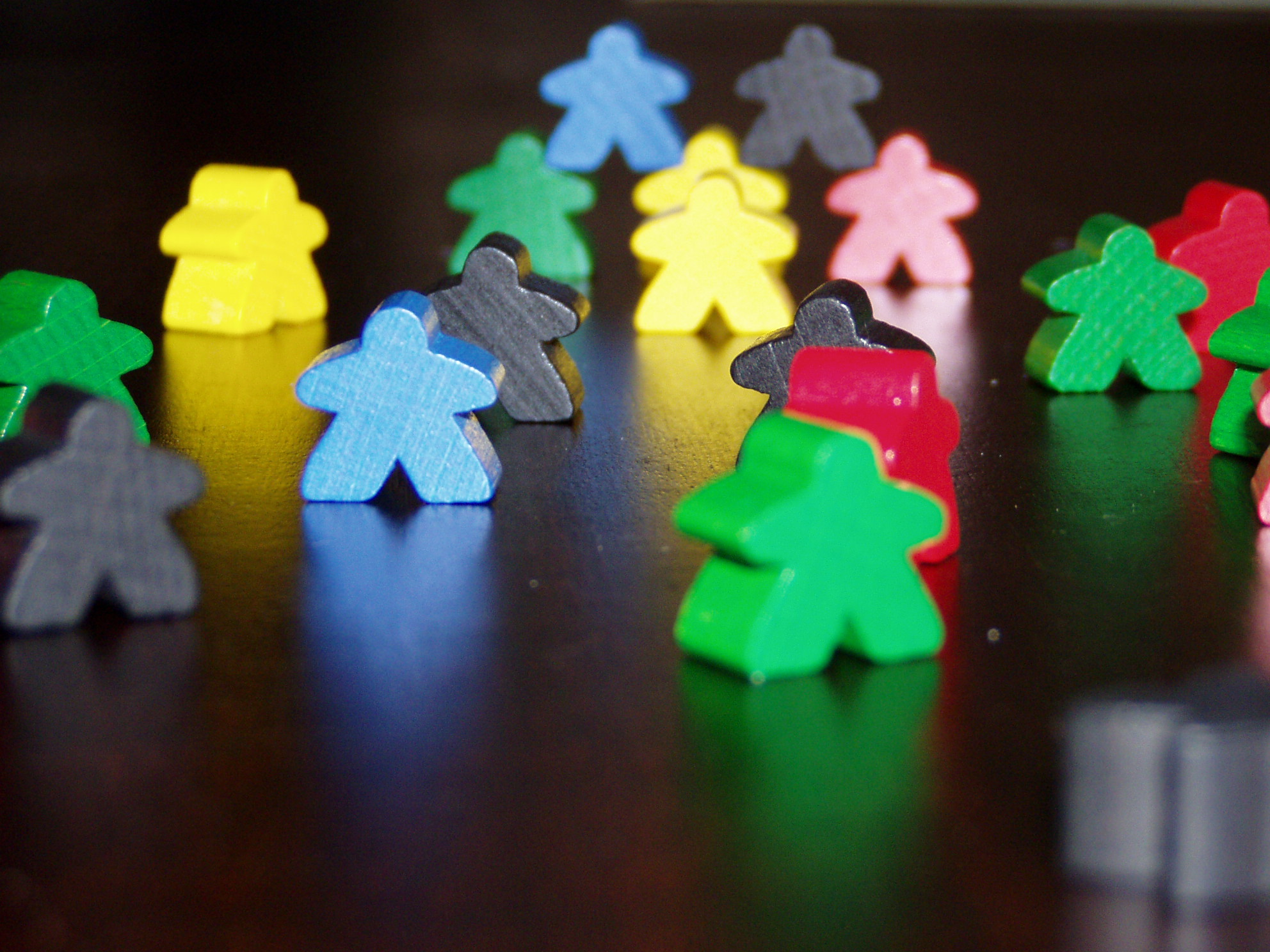
Pionki (ang. followers).

- w wersji angielskiej zestaw podstawowy zawiera też dodatek Rzeka.

## Dodatki do gry

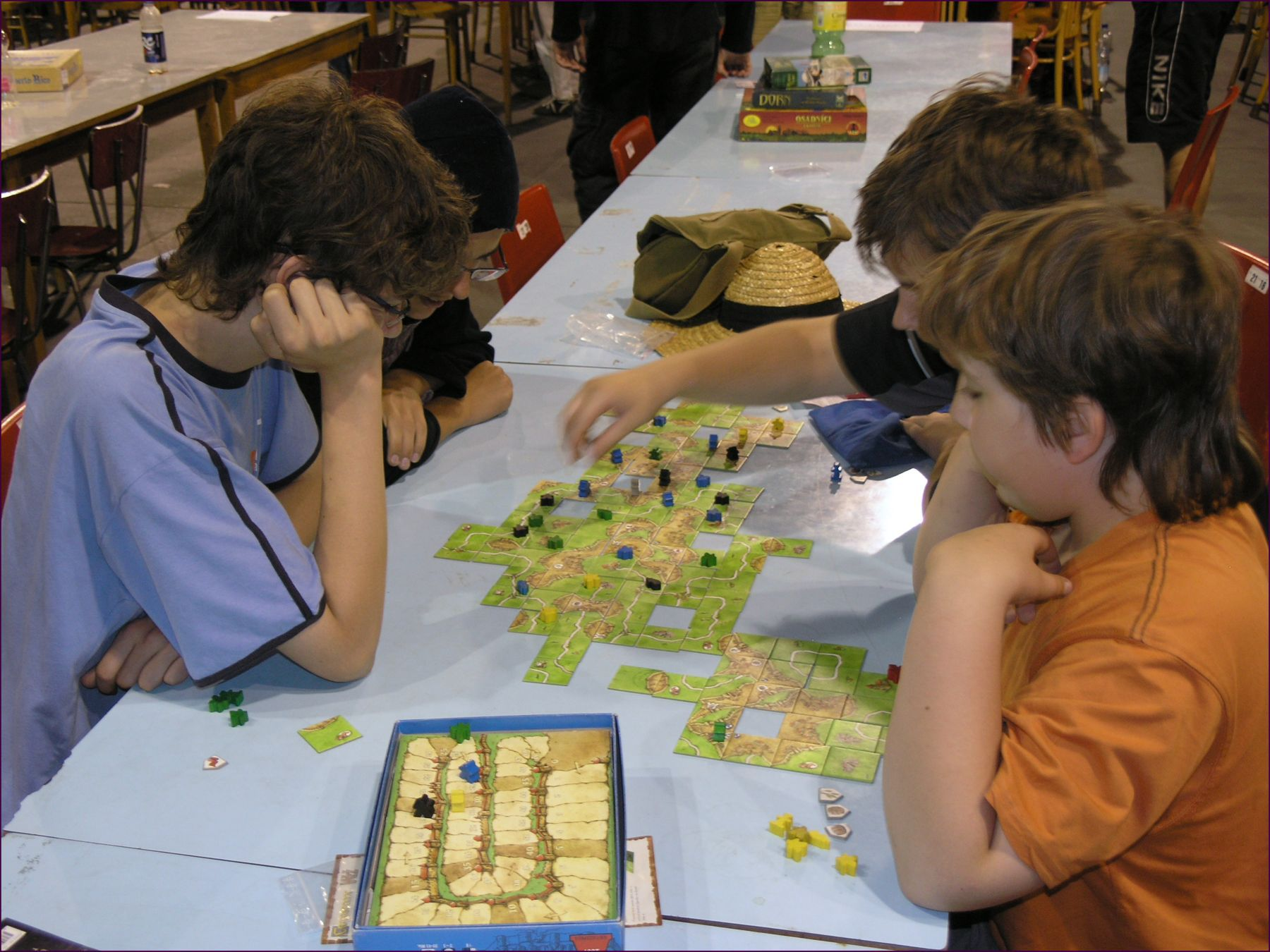
Gracze w trakcie rozgrywki z dodatkiem Kupcy i budowniczowie

### Główne dodatki
| #   | nazwa | zgodność         | zgodność         | rok wydania | zawartość | zawartość                        | zawartość | zawartość                             |
| #   | nazwa | 1. edycja (2000) | 2. edycja (2014) | rok wydania | płytki terenu | żetony                           | pionki | akcesoria                             |
| --- | --- | ---------------- | ---------------- | ----------- | --- | -------------------------------- | --- | ------------------------------------- |
| #1  | pol. Carcassonne: Karczmy i katedry niem. Carcassonne: Wirtshäuser und Kathedralen ang. Carcassonne: Inns and Cathedrals             | T                | T                | 2002 / 2015 | 18 nowych płytek terenu | –                                | 8 pionków dla 6. gracza (szarych w 1. edycji, różowych w 2. edycji) 1 pionek opata (tylko w 2. edycji) 6 dużych pionków (po jednym dla każdego z graczy)  | 6 płytek punktacji 50/100 pkt         |
| #2  | pol. Carcassonne: Kupcy i budowniczowie niem. Carcassonne: Händler und Baumeister ang. Carcassonne: Traders and Builders             | T                | T                | 2003 / 2015 | 24 nowe płytki terenu | 20 żetonów towarów               | 6 pionków świń (po jednym dla każdego z graczy) 6 pionków budowniczych (po jednym dla każdego z graczy)                                                   | worek na płytki terenu                |
| #3  | pol. Carcassonne: Księżniczka i smok niem. Carcassonne: Burgfräulein und Drache ang. Carcassonne: The Princess and the Dragon        | T                | T                | 2005 / 2016 | 30 nowych płytek terenu | –                                | 1 pionek smoka 1 pionek wróżki | –                                     |
| #4  | pol. Carcassonne: Wieża niem. Carcassonne: Der Turm ang. Carcassonne: The Tower                                                      | T                | T                | 2006 / 2016 | 18 nowych płytek terenu | –                                | 30 pionków pięter wieży | wieża do przechowywania płytek terenu |
| #5  | pol. Carcassonne: Opactwo i burmistrz niem. Carcassonne: Abtei und Bürgermeister ang. Carcassonne: Abbey and the Mayor               | T                | T                | 2007 / 2016 | 12 nowych płytek terenu 6 płytek opactw | –                                | 6 pionków burmistrzów (po jednym dla każdego z graczy) 6 pionków wozów (po jednym dla każdego z graczy) 6 pionków stodół (po jednym dla każdego z graczy) | –                                     |
| #6  | pol. Carcassonne: Hrabia, król i rzeka niem. Carcassonne: Graf, König und Konsorten ang. Carcassonne: Count, King and Robber         | T                | T                | 2007 / 2017 | 12 płytek miasta (w 1. edycji) / 2 duże (2×3) płytki miasta (w 2. edycji) 12 płytek rzeki 5 płytek siedzib kultu 5 nowych płytek terenu 1 płytka króla 1 płytka barona rabusiów | –                                | 1 pionek hrabiego | –                                     |
| #7  | pol. Carcassonne: Katapulta niem. Carcassonne: Das Katapult ang. Carcassonne: The Catapult                                           | T                | N                | 2008        | 12 nowych płytek terenu | 24 żetony katapulty              | – | katapulta miara                       |
| –   | pol. Carcassonne: Koło fortuny niem. Carcassonne: Das Schicksalsrad ang. Carcassonne: The Wheel of Fortune                           | T                | N                | 2008        | 1 płytka (4×4) z kołem fortuny | –                                | 1 pionek dużej świni | –                                     |
| #8  | pol. Carcassonne: Mosty, zamki i bazary niem. Carcassonne: Brücken, Burgen und Basare ang. Carcassonne: Bridges, Castles and Bazaars | T                | T                | 2010 / 2017 | 12 nowych płytek terenu | 12 żetonów zamków                | 12 pionków mostów | –                                     |
| #9  | pol. Carcassonne: Owce i wzgórza niem. Carcassonne: Schafe und Hügel ang. Carcassonne: Hills and Sheep                               | T                | T                | 2014 / 2018 | 18 nowych płytek terenu | 16 żetonów owiec 2 żetony wilków | 6 pionków pasterzy (po jednym dla każdego z graczy) | 1 worek na żetony owiec i wilków      |
| #10 | pol. Carcassonne: Cyrk objazdowy niem. Carcassonne: Manege frei! ang. Carcassonne: Under the Big Top                                 | N                | T                | 2018        | 20 nowych płytek terenu | 16 żetonów zwierząt              | 6 pionków dyrektorów cyrku (po jednym dla każdego z graczy) 1 pionek namiotu cyrkowego                                                                    | –                                     |

### Minidodatki
| nazwa | zgodność         | zgodność         | rok wydania        | zawartość                                                                 | zawartość                                | zawartość                                                  | zawartość                |
| nazwa | 1. edycja (2000) | 2. edycja (2014) | rok wydania        | płytki terenu                                                             | żetony                                   | pionki                                                     | akcesoria                |
| --- | ---------------- | ---------------- | ------------------ | ------------------------------------------------------------------------- | ---------------------------------------- | ---------------------------------------------------------- | ------------------------ |
| pol. Rzeka niem. Der Fluss ang. River                                                                                                   | T                | T                | 2001 / 2014        | 12 nowych płytek terenu                                                   | –                                        | –                                                          | –                        |
| pol. Król niem. König und Späher ang. King                                                                                              | T                | T                | 2003 / 2017        | 5 nowych płytek terenu 1 płytka króla 1 płytka barona rabusiów            | –                                        | –                                                          | –                        |
| pol. Katarzy / Oblężenie / Oblężnicy niem. Die Katharer / Siege / Die Belagerer ang. Cathars / Cult, Siege & Creativity / The Besiegers | T                | N                | 2004 / 2008 / 2013 | 4 lub 6 nowych płytek terenu                                              | –                                        | –                                                          | –                        |
| pol. Hrabia niem. Der Graf von Carcassonne ang. The Count of Carcassonne                                                                | T                | T                | 2004 / 2017        | 12 płytek miasta (w 1. edycji) / 2 duże (2×3) płytki miasta (w 2. edycji) | –                                        | 1 pionek hrabiego                                          | –                        |
| pol. Rzeka II niem. Der Fluss II ang. The River II                                                                                      | T                | T                | 2005 / 2017        | 12 nowych płytek terenu                                                   | –                                        | –                                                          | –                        |
| dodatek do pisma Games Quarterly #11 | T                | N                | 2006               | 12 nowych płytek terenu                                                   | –                                        | –                                                          | –                        |
| ang. Cult, Siege and Creativity | T                | N                | 2008               | 10 nowych płytek terenu 2 puste płytki terenu                             | –                                        | –                                                          | –                        |
| pol. Tunel niem. Der Tunnel ang. The Tunnel                                                                                             | T                | N                | 2009               | 12 nowych płytek terenu                                                   | 12 żetonów tunelu (w 6 kolorach)         | –                                                          | –                        |
| pol. Kręgi w zbożu I niem. Die Kornkreise I ang. Crop Circles I                                                                         | T                | N                | 2010               | 6 nowych płytek terenu                                                    | –                                        | –                                                          | –                        |
| niem. Die Pest ang. The Plague | T                | N                | 2010               | 6 nowych płytek terenu                                                    | 18 żetonów pcheł 6 żetonów ognisk zarazy | –                                                          | –                        |
| niem. Das Fest ang. The Festival | T                | T                | 2011 / 2016        | 10 nowych płytek terenu                                                   | –                                        | –                                                          | –                        |
| niem. Die Schule ang. The School | T                | N                | 2011               | 2 nowe płytki terenu                                                      | –                                        | 1 pionek nauczyciela                                       | worek na płytki i pionki |
| pol. Świta niem. Das Phantom ang. Die Phantom                                                                                           | [ p ]            | [ p ]            | 2011               | –                                                                         | –                                        | 6 przezroczystych pionków (po jednym dla każdego z graczy) | pudełko na pionki        |
| pol. Maszyny Latające niem. Die Fluggeräte ang. The Flier                                                                               | T                | T                | 2012 / 2017        | 9 nowych płytek terenu                                                    | –                                        | –                                                          | kostka                   |
| pol. Kurierzy niem. Die Depeschen ang. The Messages                                                                                     | T                | T                | 2012 / 2017        | 8 płytek depesz 1 nowa płytka terenu                                      | –                                        | 6 żeńskich pionków (po jednym dla każdego z graczy)        | –                        |
| pol. Promy niem. Die Fähren ang. The Ferries                                                                                            | T                | T                | 2012 / 2017        | 9 nowych płytek terenu                                                    | –                                        | 8 pionków promów                                           | –                        |
| pol. Kopalnie złota niem. Die Goldminen ang. The Goldmines                                                                              | T                | T                | 2012 / 2017        | 9 nowych płytek terenu                                                    | –                                        | 16 pionków sztabek złota                                   | –                        |
| pol. Mag i Wiedźma niem. Magier und Hexe ang. Mage and Witch                                                                            | T                | T                | 2012 / 2017        | 9 nowych płytek terenu                                                    | –                                        | 1 pionek maga 1 pionek wiedźmy                             | –                        |
| pol. Bandyci niem. Die Räuber ang. The Robbers                                                                                          | T                | T                | 2012 / 2017        | 9 nowych płytek terenu                                                    | –                                        | 6 pionków bandytów (po jednym dla każdego z graczy)        | –                        |
| pol. Kręgi w zbożu II niem. Die Kornkreise II ang. Crop Circles II                                                                      | T                | T                | 2012 / 2017        | 6 nowych płytek terenu                                                    | –                                        | –                                                          | –                        |
| niem. Die Windrosen ang. Wind Roses | T                | N                | 2012               | 6 nowych płytek terenu                                                    | –                                        | –                                                          | –                        |
| niem. Die Häuser ang. Little Buildings                                                                                                  | T                | N                | 2012               | –                                                                         | 18 żetonów budynków                      | –                                                          | –                        |
| pol. Niemieckie klasztory niem. Die deutschen Klöster ang. Monasteries in Germany                                                       | T                | T                | 2014 / 2018        | 6 nowych płytek terenu                                                    | –                                        | –                                                          | –                        |
| pol. Holenderskie i belgijskie klasztory niem. Holländischen Klöster ang. Monasteries in the Netherlands & Belgium                      | T                | N                | 2014 / 2018        | 6 nowych płytek terenu                                                    | –                                        | –                                                          | –                        |
| pol. Połówki niem. Holländischen Klöster ang. Monasteries in the Netherlands & Belgium                                                  | T                | T                | 2014 / 2020        | 24 nowe płytki terenu (trójkątnych)                                       | –                                        | –                                                          | –                        |
| Darmstadt Promo | T                | N                | 2014               | 3 nowe płytki terenu                                                      | –                                        | –                                                          | –                        |
| pol. Opat niem. Der Abt ang. The Abbott                                                                                                 | N                | [ t ]            | 2014               | –                                                                         | –                                        | 5 pionków opatów                                           | –                        |
| Spiel Promos | N                | T                | 2014–2019          | 6 nowych płytek terenu                                                    | –                                        | –                                                          | –                        |
| pol. Niemieckie zamki niem. Burgen in Deutschland ang. Castles in Germany                                                               | T                | T                | 2015 / 2019        | 6 nowych (2×1) płytek terenu                                              | –                                        | –                                                          | –                        |
| pol. Labirynt niem. Das Labyrinth ang. The Labyrinths                                                                                   | T                | T                | 2016               | 2 nowe płytki terenu                                                      | –                                        | –                                                          | –                        |
| pol. Niemieckie katedry niem. Kathedralen in Deutschland ang. Cathedrals in Germany                                                     | T                | N                | 2016               | 6 nowych płytek terenu                                                    | –                                        | –                                                          | –                        |
| pol. Japońskie świątynie niem. Japanische Sehenswürdigkeiten ang. Japanese Buildings                                                    | N                | T                | 2016               | 6 nowych płytek terenu                                                    | –                                        | –                                                          | –                        |
| pol. Strażnice niem. Die Wachtürme ang. The Watchtowers                                                                                 | N                | T                | 2016               | 12 nowych płytek terenu                                                   | –                                        | –                                                          | –                        |
| niem. Märkte zu Leipzig ang. The Markets of Leipzig                                                                                     | N                | T                | 2017               | 4 nowe (2×1) płytki terenu                                                | –                                        | –                                                          | –                        |
| niem. Die Obstbäume ang. The Fruit-Bearing Trees                                                                                        | N                | T                | 2018               | 6 nowych płytek terenu                                                    | –                                        | 24 żetony owoców                                           | –                        |
| dodatek do pisma Spiel Doch! 02/2018 | N                | T                | 2018               | 2 nowe płytki terenu                                                      | –                                        | –                                                          | –                        |
| niem. Die Bader ang. The Barber-Surgeons                                                                                                | N                | T                | 2018               | 6 nowych płytek terenu                                                    | –                                        | –                                                          | –                        |
| niem. Die Zöllner ang. The Tollkeepers                                                                                                  | N                | T                | 2019               | 10 nowych płytek terenu                                                   | –                                        | 6 żetonów budek celniczych                                 | –                        |

### Oficjalne dodatkiprint and play
| nazwa                                           | zgodność         | zgodność         | rok wydania | zawartość              | zawartość | zawartość       | zawartość |
| nazwa                                           | 1. edycja (2000) | 2. edycja (2014) | rok wydania | płytki terenu          | żetony    | pionki          | akcesoria |
| ----------------------------------------------- | ---------------- | ---------------- | ----------- | ---------------------- | --------- | --------------- | --------- |
| ang. Easter in Carcassonne                      | T                | N                | 2014        | 22 nowe płytki terenu  | –         | –               | –         |
| ang. The City Gates                             | T                | N                | 2015        | 24 nowe płytki terenu  | –         | –               | –         |
| niem. Die Wahrsagerin ang. The Fortune Teller   | T                | T                | 2016        | 8 nowych płytek terenu | –         | –               | –         |
| niem. Die Landvermesser ang. The Land Surveyors | N                | T                | 2020        | –                      | –         | 12 płytek zadań | –         |

## Mistrzostwa Świata
Pierwsze oficjalne Mistrzostwa Świata w grze Carcassonne rozegrano podczas targów gier planszowych w mieście Essen (Niemcy) w 2006 roku oraz wszystkie kolejne.
Miejsca na podium:
| Rok  | Mistrz Świata           | 2. miejsce              | 3. miejsce        | Uczestników |
| ---- | ----------------------- | ----------------------- | ----------------- | ----------- |
| 2006 | Ralph Querfurth         | Michael Wischounig      | David Korejtko    | 16          |
| 2007 | Sebastian Trunz         | Chen Wei-Chi            | Janne Jaula       | 20          |
| 2008 | Ralph Querfurth         | Martin Mojžiš           | Sebastian Trunz   | 20          |
| 2009 | Ralph Querfurth         | Daniel Geromboux        | Matej Tabak       | 20          |
| 2010 | Ralph Querfurth         | Martin Mojžiš           | Matej Tabak       | 22          |
| 2011 | Els Bulten              | Shinnosuke Komukai      | Robert Mützner    | 24          |
| 2012 | Martin Mojžiš           | Stefan Leopoldseder     | Matej Tabak       | 26          |
| 2013 | Pantelis Litsardopoulos | Martin Mojžiš           | Aleksejs Peguševs | 36          |
| 2014 | Takafumi Mochiduki      | Pantelis Litsardopoulos | Matej Tabak       | 34          |
| 2015 | Pantelis Litsardopoulos | Takafumi Mochizuki      | Els Bulten        | 32          |
| 2016 | Vladimir Kovalev        | Pantelis Litsardopoulos | Vannes Vansina    | 36          |
| 2017 | Tomasz Preuss           | Pantelis Litsardopoulos | Davide Sandrin    | 38          |
| 2018 | Genro Fujimoto          | Marian Curcan           | Kolja Stratmann   | 34          |
| 2019 | Marian Curcan           | Ying Chien Chien        | Timofei Gretsenko | 36          |
| 2021 | Maciej Polak            | Melvin Gavinho Quaresma | Tomasz Preuss     | 42          |
| 2022 | Arpad Gere              | Min-Wen Chen            | brak danych       | 36          |

## Samodzielne gry oparte na zasadach Carcassonne
- Carcassonne: Hunters and Gatherers (2002) (Łowcy i zbieracze) – Gra toczy się tysiąc lat przed wybudowaniem wspaniałego zamku Carcassonne. Jest bardzo podobna, ale zawiera kilka zmian.
- The Ark of the Covenant (2003)
- Carcassonne: The Castle (2003) (Zamek)
- Carcassonne: The City (2004)
- Carcassonne: The Discovery (2005)
- Carcassonne: New Land (2007) (MayFlower) – Gra bardziej rozbudowana od zwykłego "Carcassonne". Wcielamy się we wczesnych Amerykańskich osadników i zasiedlamy "Nowy Ląd".
- Cardcassonne (2009) – wersja karciana Carcassonne dla 2-5 graczy stworzona przez Klausa-Jürgena Wrede we współpracy z Karlem-Heinzem Schmielem
- Die Kinder von Carcassonne (Dzieci z Carcassonne) – Gra z serii "Carcassonne" przeznaczona dla najmłodszych.
- Reise – Carcassonne de voyage da viaggio (Carcassonne wersja podróżna). Mniejsze karty i pionki, oraz woreczek do przenoszenia gry.
- Cardcassonne (2018)
- Carcassonne Safari (2018)

## Gry komputerowe na zasadach Carcassonne
- JCloisterZone – implementacja w języku Java
- Carcassonne on the iPhone – na platformę iPhone (lub iPad)
- Carcassonne on the Android – na platformę Android
- Carcassonne na BrettspielWelt
- Toulouse – wytworzona przez Aso Brain Games, gra w przeglądarce internetowej
- Carcassonne – na platformę Xbox LIVE. Dostępna na konsoli Xbox 360 oraz telefonach Windows Phone.